# Cylistella
Cylistella es un género de arañas araneomorfas de la familia Salticidae. Se encuentra en América Latina.

## Lista de especies
Según The World Spider Catalog 12.5:::
- Cylistella adjacens (O. Pickard-Cambridge, 1896)
- Cylistella castanea Petrunkevitch, 1925
- Cylistella coccinelloides (O. Pickard-Cambridge, 1869)
- Cylistella cuprea (Simon, 1864)
- Cylistella fulva Chickering, 1946
- Cylistella sanctipauli Soares & Camargo, 1948
- Cylistella scarabaeoides (O. Pickard-Cambridge, 1894)